# セリ・ペルダナ
セリ・ペルダナ (英語:Seri Perdana)は、マレーシアの新首都プトラジャヤに位置するマレーシア首相の公邸。

## 歴史
セリ・ペルダナは1997年に建設が開始され、1999年に完成した。この公邸は歴代のマレーシア首相の公邸として使用されている。

## 建物
- 迎賓館
- 会議室
- スラウ
- 宴会場
- 首相公邸
- 管理事務所
- クォーターズハウス
- サウスガーデン
- ノースガーデン